# مطار كوينزتاون
مطار كوينزتاون (بالإنجليزية:  Queenstown Airport)‏ (إياتا: ZQN، إيكاو: NZQN)، يقع في فرانكتون، أوتاغو، نيوزيلندا، ويخدم منتجع بلدة كوينزتاون. يقع المطار على بعد 8 كـم (5.0 ميل) 8 كم (5.0 ميل) أو على بعد 10 دقائق بالسيارة من وسط كوينزتاون. تعامل المطار مع 1.4 مليون مسافر جوا خلال السنة المنتهية في يونيو 2015، مما يجعله المطار الرابع الأكثر ازدحاما في نيوزيلندا من حركة المسافرين.ويتكون المطار من مدرجين، أحدهما معبد، ويحتوي على مبنى من طابق واحد مع تسعة بوابات.

## الخطوط الجوية والوجهات
| شركـات طيـران              | الوجهات |
| -------------------------- | --- |
| Air Milford                | Milford Sound، Te Anau                                                                                           |
| طيران نيوزيلندا            | مطار أوكلاند الدولي، مطار بريزبان، مطار كرايستشيرش الدولي، مطار ملبورن الدولي، مطار سيدني، مطار ويلينغتون الدولي |
| Glenorchy Air              | Milford Sound، Stewart Island                                                                                    |
| خطوط جيت ستار الجوية       | مطار أوكلاند الدولي، مطار جولد كوست، مطار ملبورن الدولي، مطار سيدني، مطار ويلينغتون الدولي                       |
| كانتاس                     | مطار بريزبان، مطار ملبورن الدولي، مطار سيدني                                                                     |
| خطوط فيرجن أستراليا الجوية | مطار بريزبان، مطار ملبورن الدولي، مطار سيدني                                                                     |

## إحصائيات
شاهد source Wikidata query and sources.
| الرتبة | المطار             | الركاب  |
| ------ | ------------------ | ------- |
| 1      | مطار سيدني         | 197,730 |
| 2      | مطار ملبورن الدولي | 116,899 |
| 3      | مطار بريزبان       | 64,370  |
| 4      | مطار جولد كوست     | 29,461  |

## روابط خارجية
- الموقع الرسمي
- Airport information for NZQN at World Aero Data. Data current as of October 2006.